# Ewa Kaim
Ewa Joanna Kaim (ur. w 1971 w Oświęcimiu) – polska aktorka teatralna i filmowa, reżyserka teatralna.

## Życiorys
Jest absolwentką Liceum im. Stanisława Konarskiego w Oświęcimiu.
Zadebiutowała w Starym Teatrze w Krakowie w 1992 roku w sztuce Sen nocy letniej. W 1994 ukończyła studia na PWST w Krakowie, a dwa lata później uzyskała dyplom. W 2016 otrzymała stopień doktora sztuk teatralnych. Jest aktorką Starego Teatru w Krakowie.
Była żona aktora Grzegorza Łukawskiego.

## Filmografia
- 2024: Śleboda jako lekarka (odc. 5)
- 2024: Napad jako dyrektorka sierocińca
- 2023: Zgon przed weselem jako mama Miłosza
- 2022–2023: Mój agent[2] jako Alicja Kreczmar[3]
- 2021: Wiarołom jako żona Francisza
- 2020: Mały zgon jako Halina
- 2019: Szóstka jako matka Izabeli Barańskiej
- 2019–2021: Zakochani po uszy jako Ewa Nowak, matka Piotra
- 2018: Odnajdę cię jako Justa Maszczyk
- 2017: Atak paniki jako Marzena, ciotka panny młodej
- 2015: Prawo Agaty jako żona Michała Cybulskiego
- 2013: 2XL jako Bożena Zagórska
- 2012: Hotel 52 jako Liliana Berniak (odc. 77)
- 2011–2012: Julia jako Katarzyna Baran
- 2011: Hotel 52 jako Ina Borucka (odc. 44)
- 2010: Mistyfikacja jako adwokatka Witolda
- 2009–2010: Majka jako Anna Olkowicz
- 2008: Kryminalni jako Lidia Niwińska, żona Grzegorza
- 2002: Anioł w Krakowie jako Hanka
- 2001: Samo niebo jako Ela
- 1999: Na dobre i na złe jako Burzycowa
- 1995: Spis cudzołożnic

## Teatr telewizji
- 2008: Koncert życzeń (Dzianowicz B.) jako Viola
- 2007: Doktor Halina jako pasażerka
- 2004: Opera Mleczana jako Alt
- 1999: Miarka za miarkę jako Isabella
- 1988: Wielka magia jako panna Zampa
- 1997: Wiosna narodów w cichym zakątku jako Malwina
- 1997: Chandler, poeci i inni..
- 1997: Bohater naszego świata jako Sara Tansey
- 1996: Sawa jako Pelagia
- 1995: Sezon na dziewczęta jako Jola
- 1995: Jury jako sekretarka
- 1994: Sprawa Kobiet
- 1994: Sen srebrny Salomei jako Popadianka
- 1994: Gość oczekiwany jako Hanka
- 1994: Calineczka jako Chrabąszczyca
- 1993: Gorące uczucie jako dziewczyna

Źródło.

## Nagrody i nominacje
- 2000 – Nagroda im. Leona Schillera dla młodych artystów sceny za rok 1999
- 2001 – Wyróżnienie za rolę Marinelli w spektaklu „Spaghetti i miecz” Tadeusza Różewicza w Starym Teatrze w Krakowie na V Festiwalu Komedii „Talia” w Tarnowie
- 2002 – Nagroda za debiut aktorski na Festiwalu Polskich Filmów Fabularnych za rolę w filmie „Anioł w Krakowie”
- 2003 – Nominacja w kategorii najlepsza pierwszoplanowa rola na Festiwalu Polskich Filmów Fabularnych za kreację w filmie „Anioł w Krakowie”
- 2017 – Ludwik za najlepszą reżyserię spektaklu dyplomowego PWST „Do Dna”
- 2017 – Nagroda Teatralna im. Stanisława Wyspiańskiego za reżyserię spektaklu dyplomowego PWST „Do Dna”

Źródło.